# Бангладеш (Нови Сад)
Бангладеш је приградско насеље у близини Новог Сада.

## Положај насеља
Бангладеш се налази северозападно од урбаног подручја Новог Сада, поред пута Нови Сад-Руменка, између насеља Руменка (на северозападу), новосадске градске четврти Сајлово (на истоку) и Ветерника (на југу).
У административном смислу, Бангладеш је део насеља Футог, месне заједнице Футог и катастарске општине Футог, иако је веома удаљен од централног дела Футога, са којим нема директну саобраћајну везу.

## Историја
Насеље је изграђено као привремени смештај за ромске породице које су остале без крова над главом у пожару у једној ромској колонији у Новом Саду 1972. године. Тада је 100 ромских породица пресељено на ову локацију, на некадашњу фарму Центра за социјални рад. Међутим, привремено насеље је прерасло у стално. Између 2007. и 2009. године, у насељу је примењен пројекат за побољшање услова живота становника, у оквиру којег су становници насеља радили на поправци и побољшању својих кућа. Струја је у насеље уведена 2009. године.
Дана 12. априла 2024. избио је пожар који је изазвао велику материјалну штету том приликом преко 100 грађана морало је бити евакусиано. Градоначелник Новог Сада Милан Ђурић најавио је помоћи за обнову насеља.

## Становништво
Према подацима из 2000. године, у Бангладешу је живело 250 Рома, од чега око 40 деце. Према подацима из 2006. године у насељу Бангладеш је живело 233 становника у 55 породица. Према подацима из 2009. године, у насељу има 60 кућа и 350 становника.